# Maxx-Solar Rose Women Racing
Maxx-Solar Rose Women Racing war ein deutsches Radsportteam im Frauenradrennsport mit Sitz in Erfurt.

## Organisation und Geschichte
Das Team wurde 2012 als Renngemeinschaft gegründet. Teambetreiber ist die TRF Thüringer Sportmarketing GmbH um Vera Hohlfeld, die auch die Internationale Thüringen-Rundfahrt der Frauen veranstaltet.
Das Team gewann dreimal in Folge, 2018, 2019 und  2020 die Mannschaftswertung der Rad-Bundesliga  und mit Beate Zanner 2017 und 2018 sowie Carolin Schiff 2019 auch die Einzelwertung. Mit Schiff (2019) und Gudrun Stock (2020) gewannen Fahrerinnen des Teams zweimal die Deutsche Bergmeisterschaft.
Das Team, das 2021 unter dem Namen Maxx-Solar Lindig firmierte, schloss sich zur Saison 2022 mit der Mannschaft RSG Gießen Biehler zusammen. 2023 ließ sich das Team mit der Unterstützung des Radsportartikelhändlers Rose als UCI Women’s Continental Team registrieren. 2022 und 2023 war das Team erneut in der Mannschaftswertung der Rad-Bundesliga erfolgreich und stellte mit Katharina Fox in beiden Jahren die Gewinnerin der Gesamtwertung.
Nach drei nationalen Titeln in der U23 in der Saison 2023 erzielte Tabea Huys mit dem Gewinn des Einzelzeitfahrens bei der Rundfahrt Gracia Orlová 2024 den einzigen internationalen Sieg des Teams.
Im November 2024 wurde bekannt, dass sich das Team zum Saisonende auflöst.

## Platzierungen in der UCI-Weltrangliste
| UCI Ranking | UCI Ranking | UCI Ranking               | UCI Ranking |
| Jahr        | Teamwertung | Einzelwertung             |             |
| ----------- | ----------- | ------------------------- | ----------- |
| 2023        | 60.         | Leila Gschwentner (387. ) |             |
| 2024        | 52.         | Tabea Huys (489. )        |             |
|             |             |                           |             |
| Quelle: UCI |             |                           |             |